# Sakyo Komatsu
Sakyo Komatsu (小松 左京 Komatsu Sakyō?, Osaka, 28 de enero de 1931 - Osaka, 26 de julio de 2011) fue un escritor y guionista de ciencia ficción japonés. Con Shin'ichi Hoshi y Yasutaka Tsutsui, fue uno de los escritores más conocidos y laureados de la literatura fantástica japonesa.

## Biografía
Minoru "Sakyo" Komatsu se graduó en la Universidad de Kyoto donde estudió literatura italiana. Después de graduarse, hizo diferentes trabajos como el de reportero para una revista o guionista de stand-up para cómicos.
La carrera como escritor de Komatsu comenzó en la década de los 60 al leer Kōbō Abe y clásicos italianos hizo que Komatsu sintiera que la literatura moderna y la ciencia ficción son lo mismo. En 1961, entró en el primer premio de Ciencia ficción de la SF Magazine de Hayakawa con la historia corta "Peace on Earth" donde especula sobre el hecho de que la Segunda Guerra Mundial no acaba en 1945 y un joven se prepara para la invasión aliada. Komatsu recibió una mención honoraria de 5000 yens. Al siguiente año en el mismo concurso, ganó el primer premio con el cuento "Memoirs of an Eccentric Time Traveller". Su primera novela, The Japanese Apache, fue publicada dos años después y se vendieron 50.000 copias.
En Occidente, es conocido por sus novelas Japan Sinks (1973) y Sayonara Jupiter (1982), ambas adaptadas al cine como El hundimiento del Japón (Submersion of Japan) (1973) y Adiós, Júpiter, adiós (Bye Bye Jupiter) (1984). En el momento de la publicación, su visión apocalíptica de un Japón hundido aniquilado por los cambios incurridos a través del estrés geográfico preocupó a un Japón todavía lastrado por la memoria de Hiroshima y Nagasaki. Se inspiró para escribirlo pensando en lo que sucedería si los japoneses nacionalistas perdieran sus tierras, e irónicamente previó el Terremoto y tsunami de Japón de 2011 que desencadenó un desastre en la planta nuclear décadas más tarde, el 11 de marzo de 2011, cuyo resultado estaba interesado en "ver cómo evolucionaría Japón" después de la catástrofe.
Komatsu se involucró en la exposición General de Osaka de 1970. En 1984, Komatsu fue asesor técnico para el concierto en Linz, del compositor japonés Isao Tomita. En 1985, ganó el Premio Nihon SF Taisho. Komatsu fue uno de los autores invitados de la Nippon 2007, la Convención mundial de ciencia ficción de 2007 en Yokohama en la primera convención que se celebró en Asia.
Komatsu murió el 26 de julio de 2011 en Osaka por complicaciones con una neumonía a los 80 años. Cinco días antes de su muerte, su publicación trimestral, "Sakyo Komatsu Magazine", publicó un número con un artículo sobre sus pensamientos sobre el tsunami de 2011. En el artículo, Komatsu expresó su esperanza de que el país superara esta catástrofe. "Había pensado que no me importaría morir cualquier día... pero ahora tengo ganas de vivir un poco más y ver cómo seguirá Japón en el futuro," escribió.

## Obras
La obra completa de Komatsu está siendo publicada en formato impresión bajo demanda por la Universidad Internacional Josai.

### Novelas
- 日本アパッチ族 (Nihon apatchi zoku?) (1964)
- 復活の日 (Fukkatsu no hi?) (1964); título en inglés: Virus: The Day of Resurrection (2012)
- 明日泥棒 (Asu dorobō?) (1965)
- エスパイ (Esupai?) (1965)
- 果てしなき流れの果てに (Hateshinaki nagare no hate ni?) (1966)
- ゴエモンのニッポン日記 (Goemon no nippon nikki?) (1966)
- 見知らぬ明日 (Mishiranu asu?) (1969)
- 継ぐのは誰か？ (Tsugu no wa dare ka??) (1972)
- 日本沈没 (Nippon chinbotsu?) (1973); título en inglés: Japan Sinks (1976)
- 題未定 (Dai mitei?) (1977)
- こちらニッポン… (Kochira nippon...?) (1977)
- 時空道中膝栗毛 (Jikū dōchū hizakurige?) (1977)
- 空から落ちてきた歴史 (Sora kara ochite kita rekishi?) (1981)
- Sayonara Jupiter (さよならジュピター Sayonara Jupitā?) (1982)
- 時也空地球道行 (Toki ya sora chikyū no michiyuki?) (1988)
- 首都消失 (Shuto shōshitsu?) (1985)
- 虚無回廊 (Kyomu kairō?) (1987, 2000) (inacabado)
- 日本沈没 第二部 (Nihon chinbotsu dai ni bu?) (2006) (coescrito con Kōshū Tani)

### Historias cortas
- 地には平和を (Chi ni wa heiwa o?) (1963)
- 影が重なる時 (Kage ga kasanaru toki?) (1964)
- 日本売ります (Nihon urimasu?) (1965)
- 生きている穴 (Ikiteiru ana?) (1967)
- 神への長い道 (Kami e no nagai michi?) (1967)
- 模型の時代 (Mokei no jidai?) (1968)
- 飢えた宇宙 (Ueta uchū?) (1968)
- 結晶星団 (Kesshō seidan?) (1973)
- Blue Space Adventure (1985)
- Flow Innocent Fruit (2000)
- Flying City 008 : Tale of Aozora City (2003)
- Homework Given by Alien (宇宙人のしゅくだい Uchūjin no Shukudai?)(2004)

Entrevistas, chrals y ensayos
- OMORO (1981)
- SF's seminar Sakyo Komatsu (1982)
- ISBN 4-334-97142-3 Testament to the SF (Kobunsha Publishing Co., Ltd., 1997)
- ISBN 4-19-861266-8 Educated (徳間書店, 2001)

Manga
- Maboroshi no Komatsu Sakyō Mori Minoru Manga Zenshū (2002)

## Honores
El asteroide (6983) Komatsusakyo fue nombrado así en su honor.